# Unguja Kaskazini
Unguja Kaskazini (engl. Zanzibar North, deutsch Sansibar-Nord oder Unguja-Nord) ist eine Verwaltungsregion Tansanias, die den nördlichen Teil von Sansibars Hauptinsel Unguja und die Insel Tumbatu umfasst. Sie grenzt im Süden an die Regionen Unguja Kusini und Unguja Mjini Magharibi, ansonst ist sie vom Indischen Ozean umgeben.

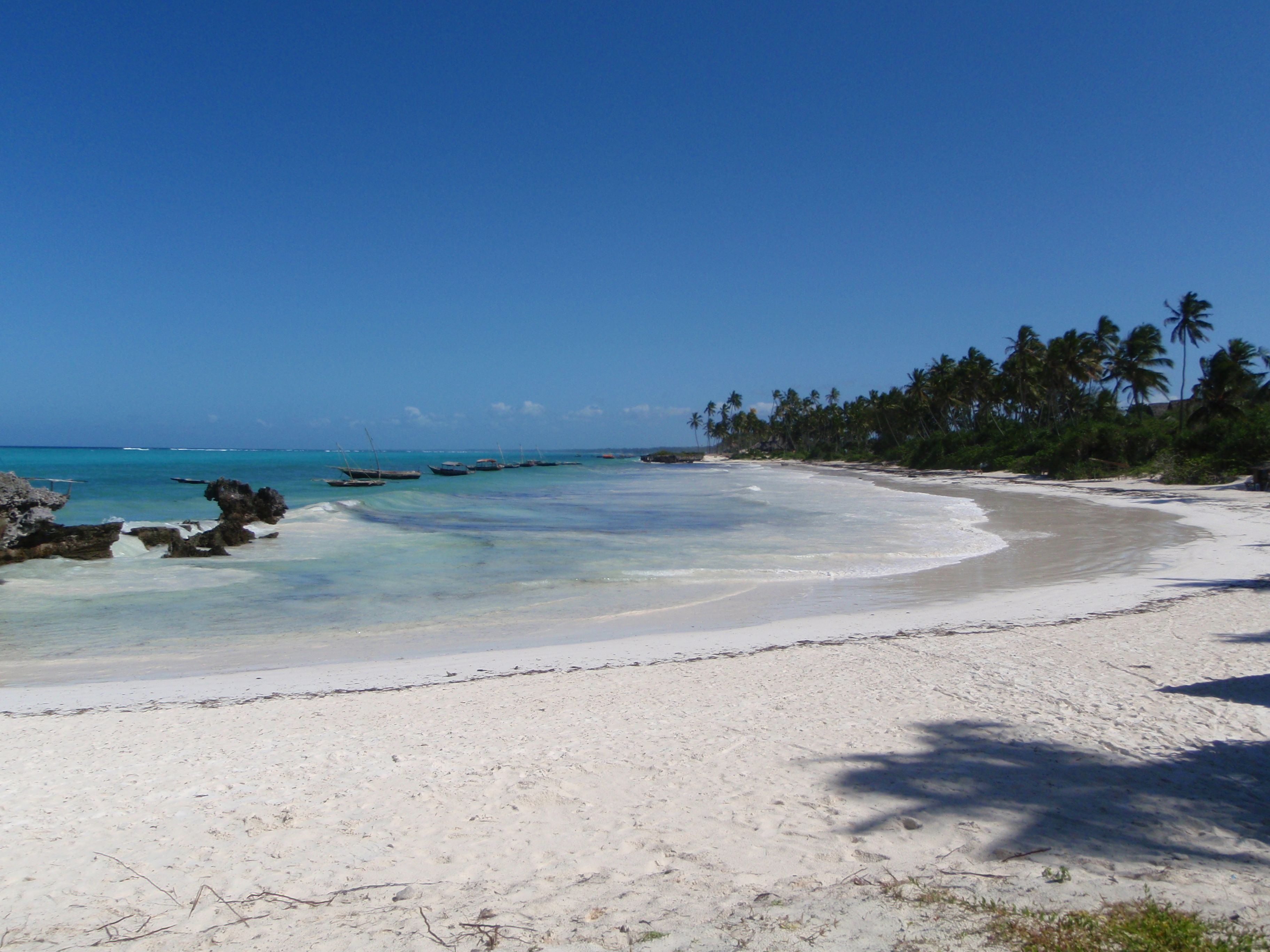
Strand bei Matemwe

## Geographie
Die Region hat eine Größe von 470 Quadratkilometer und 187.455 Einwohner (Stand 2012). Ihre Hauptstadt ist Mkokotoni.
Die Region hat großteils tropisches Monsunklima, Am nach der effektiven Klimaklassifikation, ein kleiner Teil hat auch tropisches Regenwaldklima (Af). Es gibt das ganze Jahr über Niederschläge, im Jahresschnitt fallen 1600 Millimeter Regen. Die Durchschnittstemperatur beträgt 27,5 Gard Celsius.
|                        | Jan  | Feb  | Mär  | Apr  | Mai  | Jun  | Jul  | Aug  | Sep  | Okt  | Nov  | Dez  |   |      |
| Mittl. Temperatur (°C) | 28,9 | 29,3 | 29,2 | 28,1 | 27,3 | 26,5 | 25,8 | 25,6 | 26   | 26,8 | 27,7 | 28,5 | ⌀ | 27,5 |
| Mittl. Tagesmax. (°C)  | 33,7 | 34,4 | 34,4 | 32,2 | 31,1 | 30,6 | 29,9 | 30,2 | 31,1 | 32   | 32,8 | 33,3 | ⌀ | 32,1 |
| Mittl. Tagesmin. (°C)  | 24,2 | 24,2 | 24,1 | 24,1 | 23,5 | 22,5 | 21,8 | 21,1 | 20,9 | 21,6 | 22,7 | 23,8 | ⌀ | 22,9 |
|                        |      |      |      |      |      |      |      |      |      |      |      |      |   |      |
| Niederschlag (mm)      | 64   | 52   | 172  | 368  | 309  | 90   | 66   | 73   | 61   | 77   | 133  | 122  | Σ | 1587 |

| 24,2 |

| 24,2 |

| 24,1 |

| 24,1 |

| 23,5 |

| 22,5 |

| 21,8 |

| 21,1 |

| 20,9 |

| 21,6 |

| 22,7 |

| 23,8 |

| 24,2 |

| 24,2 |

| 24,1 |

| 24,1 |

| 23,5 |

| 22,5 |

| 21,8 |

| 21,1 |

| 20,9 |

| 21,6 |

| 22,7 |

| 23,8 |

## Geschichte
Im Jahr 1900 waren die Inseln Sansibar und Pemba ein Britisches Protektorat. 1963 wurde Sansibar unabhängig, ein Jahr später wurde aus den zwei Staaten Tanganjika und Sansibar die Republik Tansania gegründet. Im Jahr 1967 wurde die Region als Sansibar Nord geschaffen und 2012 der Swahili Name Kaskazini Unguja festgelegt.

## Verwaltungsgliederung
Die Region wird in zwei Distrikte unterteilt:
| Distrikt    | Einwohner 1988 | Einwohner 2002 | Einwohner 2012 | Anzahl Wards |
| ----------- | -------------- | -------------- | -------------- | ------------ |
| Kaskazini A | 59.990         | 84.147         | 105.780        | 10           |
| Kaskazini B | 36.999         | 52.492         | 81.675         | 8            |

## Bevölkerung
Die Bevölkerungszahl stieg von 96.989 im Jahr 1988 auf 136.639 im Jahr 2002 und weiter auf 187.455 im Jahr 2012. Das bedeutet, dass die jährliche Wachstumsrate von 2,4 Prozent auf 3,2 Prozent gestiegen ist. Die Gesamtbevölkerung zeigt den für viele afrikanischen Regionen typischen hohen Anteil an Jugendlichen. Betrachtet man nur die Stadtbevölkerung, so zeigt die Ausbuchtung bei den Zwanzig- bis Neunundzwanzigjährigen eine Zuwanderung in dieser Altersgruppe an.

## Einrichtungen und Dienstleistungen

### Bildung
Im Jahr 2016 gab es in der Region 47 Vorschulen, 46 Grundschulen und 36 weiterführende Schulen:
| Distrikt    | Vorschulen | Grundschulen | Weiterführende Schulen |
| ----------- | ---------- | ------------ | ---------------------- |
| Kaskazini A | 28         | 26           | 24                     |
| Kaskazini B | 19         | 20           | 12                     |

### Gesundheit
Für die medizinische Betreuung der Bevölkerung gibt es 31 Gesundheitszentren, 16 in Kaskazini A und 15 in Kaskazini B (Stand 2016). Im Jahr 2012 war auf der Insel Sansibar ein Prozent der Bevölkerung an AIDS erkrankt, in den Risikogruppen der Drogenabhängigen, weiblichen Prostituierten und männlichen Homosexuellen waren es zwei Prozent.

### Wasser
Im Jahr 2014/2015 hatten 80,5 Prozent der Bevölkerung von Kaskazini Unguja Zugang zu sauberem und sicherem Wasser. Im Distrikt Kaskazini A waren zwölf Prozent an eine Wasserleitung angeschlossen, im Distrikt Kaskazini B waren es 26 Prozent. Mehr als neunzig Prozent der Haushalte hatten sicheres und sauberes Wasser in einer Entfernung von unter einem Kilometer. Die folgende Tabelle zeigt die Anzahl der Haushalte, die sicheres und sauberes Wasser innerhalb eines Kilometers hatten:
| Distrikt    | 2004/2005 | 2014/2015 |
| ----------- | --------- | --------- |
| Kaskazini A | 64,7      | 90,7      |
| Kaskazini B | 85,1      | 96,3      |

| In der Region ist die Armut groß, der Index der mehrdimensionalen Armut beträgt 0,281. Ein Viertel der Bevölkerung lebt in schwerer Armut, ein weiteres Viertel ist armutsgefährdet (Stand 2013). Von den über 127.000 über Zehn-Jährigen war etwa die Hälfte beschäftigt, 17 Prozent arbeiteten zu Hause, 28 Prozent waren Schüler und Studenten, der Rest war arbeitslos (6 Prozent) oder nicht arbeitsfähig (3 Prozent). Von den Beschäftigten waren mehr als 50 Prozent in der eigenen Landwirtschaft tätig, ein Viertel in anderen Bereichen selbständig und 16 Prozent waren Angestellte (Stand 2012). | Die zur Anzeige dieser Grafik verwendete Erweiterung wurde dauerhaft deaktiviert. Wir arbeiten aktuell daran, diese und weitere betroffene Grafiken auf ein neues Format umzustellen. (Mehr dazu) |

| Mit Landwirtschaft beschäftigten sich im Jahr 2016 zweihundertfünfzig Betriebe, zwei Drittel mit Ackerbau und ein Drittel mit Viehzucht. Hauptsächlich angebaut wurden Reis, Süßkartoffel, Maniok, Hirse, Bananen, Obst und Gemüse. Im Jahr 2012 wurden überwiegend Hühner gehalten, aber die 13.000 Haushalte mit Nutztieren hatten auch 25.000 Rinder und 10.000 Ziegen. Achtzehn Prozent der Bevölkerung des Distriktes Kaskazini A und zehn Prozent von Kaskazini B leben vom Fischfang (Stand 2010). Im Jahr 2016 gab es in der Region 367 Betriebe, die Waren herstellten. Davon beschäftigten sich 137 mit der Möbelerzeugung und 60 mit der Herstellung von Bekleidung. | Die zur Anzeige dieser Grafik verwendete Erweiterung wurde dauerhaft deaktiviert. Wir arbeiten aktuell daran, diese und weitere betroffene Grafiken auf ein neues Format umzustellen. (Mehr dazu) |

### Dienstleistungssektor
In der Region gab es 982 Betriebe im Dienstleistungssektor (Stand 2016).

### Tourismus

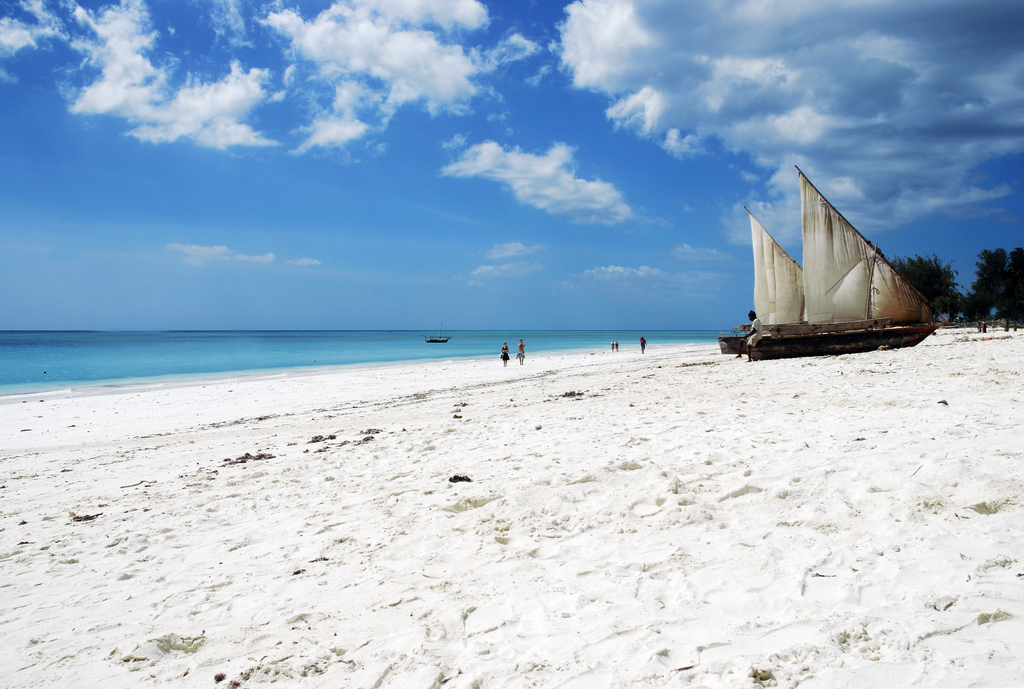
Strand bei Nungwi

Der Tourismusbereich spielt nur eine untergeordnete Rolle in der Region, etwa ein Zehntel Prozent der Bevölkerung arbeitet im Tourismusbereich (Stand 2010).